# ماریو داوید
ماریو داوید (به ایتالیایی: Mario David) بازیکن فوتبال و اهل ایتالیا است که از سال ۱۹۵۸ میلادی عضو تیم ملی فوتبال ایتالیا بوده و در ۳ بازی ملی حضور داشته‌است. او در بازی‌های ملی‌اش گلی به ثمر نرساند.
ماریو داوید آخرین بازی ملی خود را در سال ۱۹۶۲ میلادی انجام داد.